# 図書館ホテル
図書館ホテル（The Library Hotel）は、ニューヨーク市マディソン・アヴェニュー299（41st ストリートと接する所）にある60室数をもつブティックホテル。近くには、ニューヨーク公共図書館、ブライアント・パーク、グランド・セントラル駅がある。ホテルは、建築家のステファン・B・ジェイコブスとインテリアデザイナーのアンディ・ペッパーによって設計された。
このホテルは、宿泊客向けの全10フロアそれぞれがデューイ十進分類法のそれぞれの主要分類に従ったデザインを施されているという実にユニークな原則を誇りとしている。ちなみに5階は、分類では500番台となり、テーマは科学である。それぞれの部屋は、その下層分類、もしくは下位カテゴリとなり、500.001号室は数学、5000.004号室は植物学。デューイ十進分類法の000、001、そして200番は、10階、11階と12階にそれぞれ充てられている。その他の部屋のテーマには、性愛文学（800.001号室）、詩歌（800.003号室）、そして音楽（700.005号室）などがある。すべての部屋が、そのテーマに合った本や装飾品などの調度品が整えられており、ホテル全体で6000冊ほどの蔵書がある。
この分類法がもとで、ホテルは、デューイ十進分類法の著作権者であるOnline Computer Library Centerより2003年、訴えられている。OCLCは、ホテルと、ホテルがデューイ分類法の使用の継続を認めることで合意に達した。
レモニー・スニケットの『世にも不幸なできごと』シリーズの『最後から二番目の出来事』の大団円ホテルは、この図書館ホテルをモデルとしている。

## 図書館ホテルの部屋割メニュー
3階: 社会科学
- 300.006	法律
- 300.005	金融
- 300.004	世界の文化
- 300.003	経済
- 300.002	政治学
- 300.001	コミュニケーション

4階: 言語
- 400.006	古代の言語
- 400.005	中東の言語
- 400.004	アジアの言語
- 400.003	ゲルマン語
- 400.002	ローマン語
- 400.001	スラブ語

5階: 数学と科学
- 500.006	天文学
- 500.005	恐竜学
- 500.004	植物学
- 500.003	動物学
- 500.002	地質学
- 500.001	数学

6階: 技術
- 600.006	健康と美容
- 600.005	コンピュータ
- 600.004	医学
- 600.003	経営
- 600.002	生産
- 600.001	広告

7階: 芸術
- 700.006	服飾デザイン
- 700.005	音楽
- 700.004	写真
- 700.003	演劇
- 700.002	絵画
- 700.001	建築

8階: 文学
- 800.006	ミステリ
- 800.005	おとぎ話
- 800.004	戯曲
- 800.003	詩歌
- 800.002	古典文学
- 800.001	性愛文学

9階: 歴史
- 900.006	伝記
- 900.005	地理、旅行
- 900.004	アジアの歴史
- 900.003	海洋学
- 900.002	古代史
- 900.001	20世紀の歴史

10階: 知識一般
- 1000.006	ニューメディア
- 1000.005	報道
- 1000.004	博物館、美術館
- 1000.003	百科事典
- 1000.002	年鑑
- 1000.001	図書館

11階: 哲学
- 1100.006	愛
- 1100.005	超常現象
- 1100.004	心理学
- 1100.003	哲学
- 1100.002	倫理学
- 1100.001	論理学

12階: 宗教
- 1200.006	古代の宗教（神話）
- 1200.005	ネイティブ・アメリカンの宗教
- 1200.004	ゲルマンの宗教
- 1200.003	ニューエイジ宗教
- 1200.002	アフリカの宗教
- 1200.001	東方の宗教